# Мейтаун (Алабама)
Мейтаун (англ. Maytown) — місто (англ. town) в США, в окрузі Джефферсон штату Алабама. Населення — 316 осіб (2020).

## Географія
Мейтаун розташований за координатами 33°32′56″ пн. ш. 87°0′0″ зх. д. / 33.54889° пн. ш. 87.00000° зх. д. (33.549016, -86.999872).  За даними Бюро перепису населення США в 2010 році місто мало площу 6,95 км², уся площа — суходіл.

## Демографія
Згідно з переписом 2010 року, у місті мешкало 385 осіб у 162 домогосподарствах у складі 117 родин. Густота населення становила 55 осіб/км².  Було 189 помешкань (27/км²).
Расовий склад населення:
| - 89,4 % — білих - 9,6 % — чорних або афроамериканців - 0,3 % — корінних американців |

До двох чи більше рас належало 0,8 %. Частка іспаномовних становила 0,0 % від усіх жителів.
За віковим діапазоном населення розподілялося таким чином: 17,1 % — особи молодші 18 років, 62,6 % — особи у віці 18—64 років, 20,3 % — особи у віці 65 років та старші. Медіана віку мешканця становила 45,6 року. На 100 осіб жіночої статі у місті припадало 93,5 чоловіків;  на 100 жінок у віці від 18 років та старших — 96,9 чоловіків також старших 18 років.
Середній дохід на одне домашнє господарство  становив 53 461 долар США (медіана — 43 750), а середній дохід на одну сім'ю — 62 052 долари (медіана — 52 188). Медіана доходів становила 48 250 доларів для чоловіків та 40 500 доларів для жінок. За межею бідності перебувало 9,2 % осіб, у тому числі 13,6 % дітей у віці до 18 років та 10,0 % осіб у віці 65 років та старших.
Цивільне працевлаштоване населення становило 127 осіб. Основні галузі зайнятості: освіта, охорона здоров'я та соціальна допомога — 26,0 %, науковці, спеціалісти, менеджери — 15,7 %, виробництво — 14,2 %.